# Полікетиди
Полікети́ди (англ. polyketides, [acetogenins]) — природні сполуки, що мають альтернантні карбонільні та метиленові групи (β-полікетони) і біогенетично походять від конденсації ацетилкоензиму А (через малонілкоензим А), як і похідні, отримані від них подальшою конденсацією.

Полікетиди
Гельданаміцин
Доксициклін
Еритроміцин
Афлатоксин B1